# (2054) Gauvain
Pour les articles homonymes, voir Gauvain (homonymie).
(2054) Gauvain, dénomination internationale (2054) Gawain, est un astéroïde de la ceinture principale.

## Description
(2054) Gauvain, dénomination internationale (2054) Gawain, est un astéroïde de la ceinture principale. Il a été ainsi baptisé en référence au personnage littéraire de Gauvain, chevalier de la Table ronde dans la légende arthurienne.

## Compléments